# جيمي ستيوارت (لاعب كرة قاعدة)
جيمي ستيوارت (بالإنجليزية: Jimmy Stewart)‏ هو لاعب كرة قاعدة أمريكي، ولد في 11 يونيو 1939 في أوبيليكا في الولايات المتحدة، وتوفي في 24 نوفمبر 2012 في تامبا في الولايات المتحدة.

## وصلات خارجية
- جيمي ستيوارت على موقع دوري كرة القاعدة الرئيسي (الإنجليزية)
- جيمي ستيوارت على موقعبيزبول رفرنس.كوم (الدوري الرئيسي) (الإنجليزية)
- جيمي ستيوارت على موقع إي إس بي إن.كوم (أم.أل.بي) (الإنجليزية)
- جيمي ستيوارت على موقع مشجعي الرسوم البيانية (الإنجليزية)